# Dąbrówka-Strumiany
Dąbrówka-Strumiany – wieś w Polsce położona w województwie łódzkim, w powiecie zgierskim, w gminie Zgierz.
W latach 1975–1998 miejscowość administracyjnie należała do ówczesnego województwa łódzkiego.